# Ivan Rakitić
Ivan Rakitić (Rheinfelden, 10 marzo 1988) è un dirigente sportivo ed ex calciatore croato con cittadinanza svizzera, di ruolo centrocampista, attuale direttore tecnico dell'Hajduk Spalato. Con la nazionale croata è stato vicecampione del mondo nel 2018.
Soprannominato Raketa (in italiano Razzo), nel 2007 risultava l'unico croato inserito nella lista dei 50 migliori giovani stilata dal mensile inglese World Soccer. Rientra, inoltre, nella ristretta cerchia dei calciatori con almeno 1000 presenze ufficiali in carriera.
Cresciuto nelle giovanili del Basilea, nel 2006 esordisce in prima squadra. Vince la Coppa Svizzera 2006-2007 e nello stesso anno passa ai tedeschi dello Schalke 04, nelle cui file si mette in luce a livello internazionale anche grazie alle numerose presenze in UEFA Champions League. Dopo quattro stagioni, nel gennaio 2011 lo preleva il Siviglia, con cui vince una UEFA Europa League. Passato al Barcellona nel 2014, in Blaugrana si aggiudica quattro campionati, quattro Coppe del Re, due Supercoppe di Spagna, una UEFA Champions League, una Supercoppa UEFA e una Coppa del mondo per club. Tornato al Siviglia nel 2020, vince una seconda UEFA Europa League.
Dopo aver giocato per la nazionale Under-21 svizzera nel periodo 2006-2007, Rakitić sceglie di rappresentare definitivamente la Croazia, nazionale per la quale scende in campo dal 2007. Nel 2009 gioca anche qualche match con l'Under-21 croata. Con la Croazia partecipa a tre campionati europei (2008, 2012 e 2016) e a due campionati mondiali (2014 e 2018).

## Biografia
Rakitić è nato in una famiglia croata: il padre Luka e la sua famiglia sono originari di Sikirevci mentre il ramo materno della famiglia è croato della Bosnia-Erzegovina, originario di Žepče.
Poco prima della guerra d'indipendenza croata, i suoi genitori si trasferiscono in Svizzera, dove Rakitić trascorre l'infanzia e i suoi primi anni nel mondo del calcio. Interessatosi a tale disciplina (sia suo padre sia suo fratello erano stati calciatori) e appoggiato dalla famiglia, Rakitić comincia a dedicarsi all'attività sportiva: già a 16 anni viene notato da diversi scout europei, ma firma con il Basilea. Due anni più tardi, nonostante le numerose offerte che continua a ricevere (tra le altre anche dal Chelsea), la sua famiglia decide di tesserarlo con lo Schalke 04 per farlo giocare con maggiore regolarità e permettergli un più veloce adattamento frutto della conoscenza della lingua tedesca.
È sposato dall'aprile 2013 con Raquel Mauri, ragazza andalusa originaria di Siviglia, da cui ha avuto due figlie. Inoltre è proprietario dell'NK Pajde, una squadra locale dove giocano diversi suoi amici e con la quale organizza spesso degli incontri coi suoi compagni professionisti. A Siviglia, un giorno, decise di aprire un bar vicino allo stadio dei rivali del Betis, provocando le reazioni minacciose degli ultrà rivali, che lo costrinsero presto a chiudere il locale.

## Caratteristiche tecniche
Talentuoso centrocampista, considerato tra i migliori della sua generazione, secondo il britannico The Independent è uno dei «più sottovalutati al mondo», mentre per gli spagnoli di Marca è un "todocampista", bravo a impostare il gioco grazie alla sua notevole tecnica di base per poi inserirsi in area. Centrocampista completo, può ricoprire tutti i ruoli della mediana. Di piede destro, sa destreggiarsi anche con il mancino, oltre a saper intercettare palloni e muoversi senza palla. Si distingue anche per la professionalità con cui si approccia al suo lavoro.

## Carriera

### Giocatore

#### Club

##### Gli inizi, Basilea
Esordisce nella prima squadra del Basilea il 29 settembre 2005, in occasione della partita di Coppa UEFA in casa della squadra bosniaca del Široki Brijeg, mentre il suo esordio nella Super League svizzera arriva il 15 aprile 2006 contro il Neuchatel Xamax. Queste furono le sue uniche presenze nel corso della stagione 2005-2006, mentre durante la stagione 2006-2007 diventa titolare, collezionando 33 presenze e 11 gol in campionato e 9 presenze in Coppa UEFA. Viene anche nominato come miglior giovane del campionato 2006-2007.

##### Schalke 04

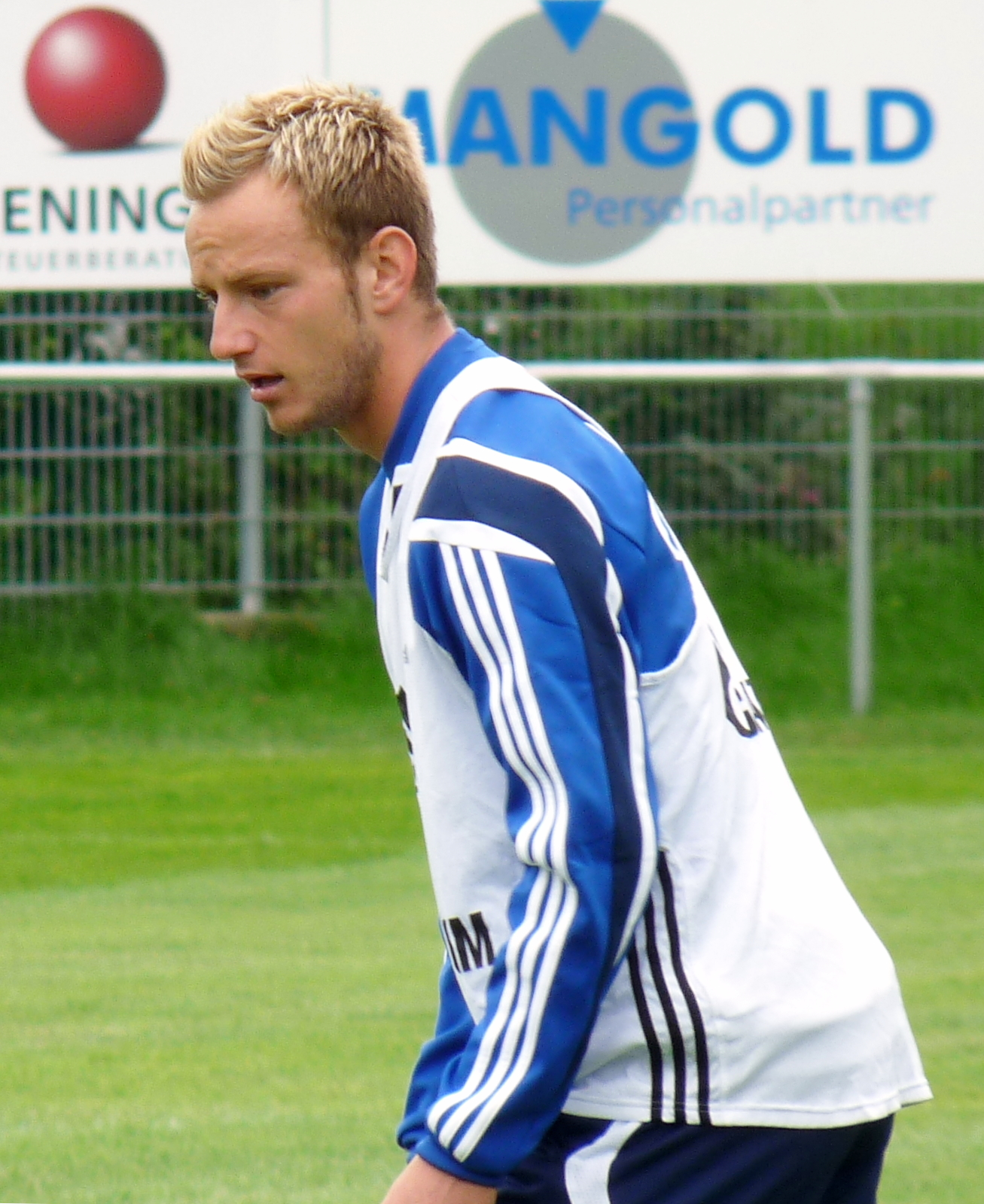
Rakitić in allenamento con lo Schalke 04 nel 2010

Il 22 giugno 2007 lo Schalke 04 rileva il suo cartellino dal Basilea; il costo dell'operazione è di circa 5 milioni di euro. Il giocatore era stato notato dall'allenatore Mirko Slomka, il quale lo riteneva perfetto sostituto di Lincoln, partente verso il Galatasaray. Esordisce con la sua nuova squadra il 21 luglio 2007 nella Coppa di Lega tedesca contro il Karlsruhe e gioca le altre due partite della competizione, contro Norimberga e Bayern Monaco, terminata al secondo posto. Il suo primo gol arriva il 5 agosto 2007, nel match del primo turno di DFB-Pokal contro l'Eintracht Trier, terminato 9-0 per lo Schalke.
Nella prima partita della Bundesliga 2007-2008, disputata tra Schalke 04 e Stoccarda, entra in campo per gli ultimi 20 minuti di gioco e, dopo 5 minuti dall'ingresso, segna il gol del definitivo 2-2. Il 15 settembre 2007 segna l'unico goal dello Schalke nel pareggio 1-1 contro il Bayern Monaco; tre giorni dopo, esordisce in UEFA Champions League nella sconfitta interna per 1-0 contro il Valencia. Nonostante la giovane età, a neanche 20 anni è considerato l'uomo chiave dello Schalke 04.
Nell'edizione 2007-08 della Champions League, gioca 7 partite, inclusa una in cui dà una gran prova di sé nel centrocampo tedesco contro il Chelsea, durante la fase a gironi. Agli ottavi di finale, contro il Porto, aiuta lo Schalke 04 ad arrivare per la prima volta nella sua storia ai quarti di finale di Champions League. Deve saltare le due partite dei quarti contro il Barcellona a causa di un infortunio alla caviglia, del quale iniziò a soffrire dopo un contrasto in allenamento a metà marzo: rimane fermo per un mese. Nella sua terza partita dopo l'infortunio, realizza 1 gol e 2 assist nel 3-0 sul Bochum, che rese certa la partecipazione della squadra alla UEFA Champions League 2008-2009. La sua ritrovata forma continua a permettergli di raggranellare buone performance, come quella offerta all'ultimo match a Gelsenkirchen del club, durante il quale serve l'assist a Mladen Krstajić per l'1-0 contro l'Eintracht Francoforte. Termina la sua prima stagione in Bundesliga con 29 presenze, 3 gol e 10 assist.

##### Siviglia

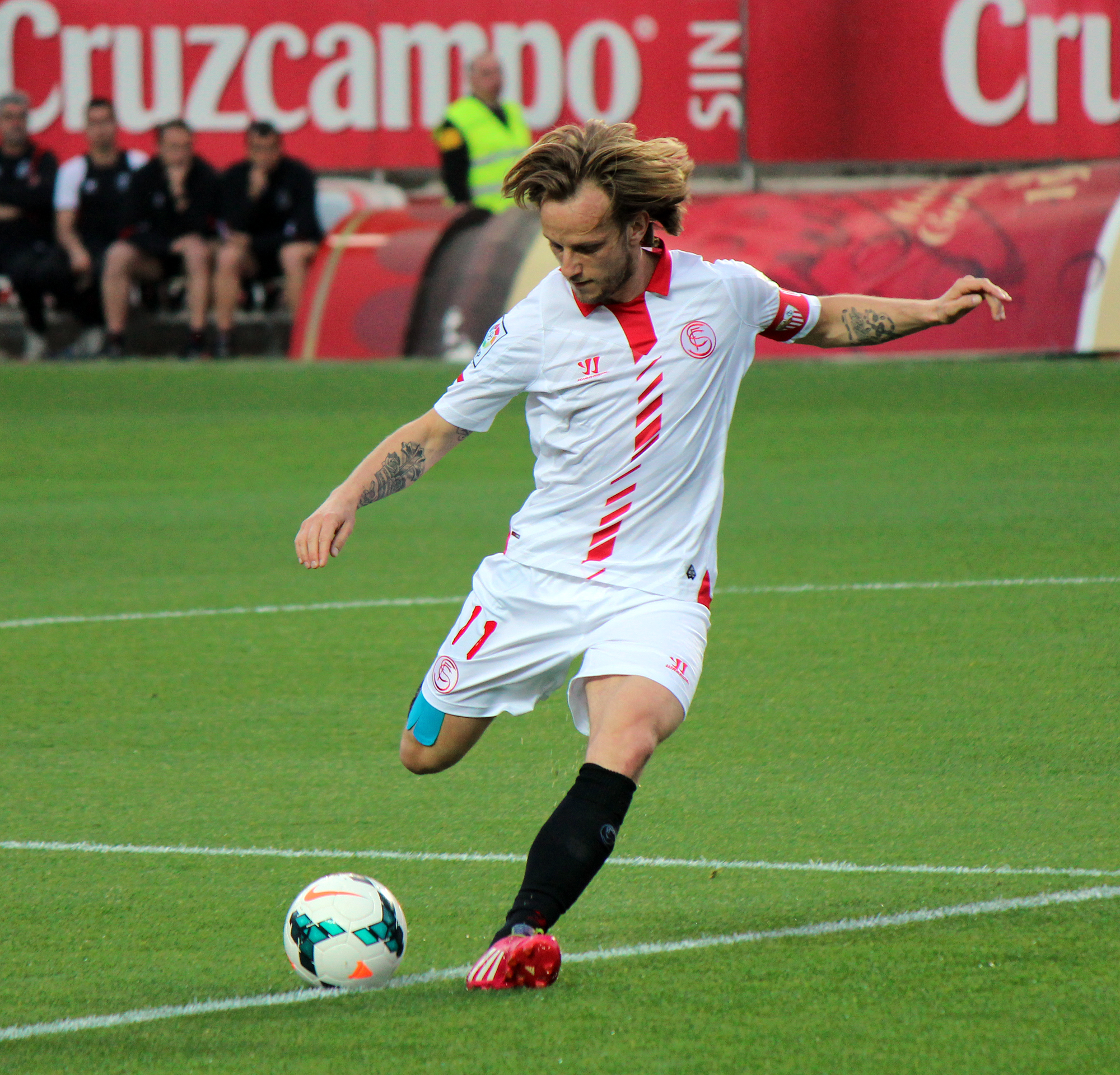
Rakitić nel 2014 mentre si appresta a calciare con la fascia da capitano del Siviglia

Il 27 gennaio 2011 il Siviglia annuncia ufficialmente il suo acquisto dallo Schalke 04, siglando un contratto triennale fino al giugno 2014 per una cifra di 1,5 milioni di euro. Dopo una sfortunata autorete contro il Racing de Santander, va a segno contro l'Hercules decidendo il match (1-0), contro l'Atlético Madrid (2-2) e contro il Valencia, segnando nuovamente la rete decisiva (0-1).
L'annata 2013-2014 è quella della consacrazione: il Siviglia conquista l'Europa League, anche grazie al contributo del suo capitano, che viene inserito nella lista dei migliori 18 giocatori del torneo dalla commissione tecnica della UEFA, oltre a essere eletto miglior giocatore della finale. Anche il rendimento in campionato gli permette di attirare l'interesse dei maggiori club spagnoli: gioca una stagione ad altissimi livelli segnando 12 reti e fornendo 12 assist in 34 incontri di Liga.

##### Barcellona

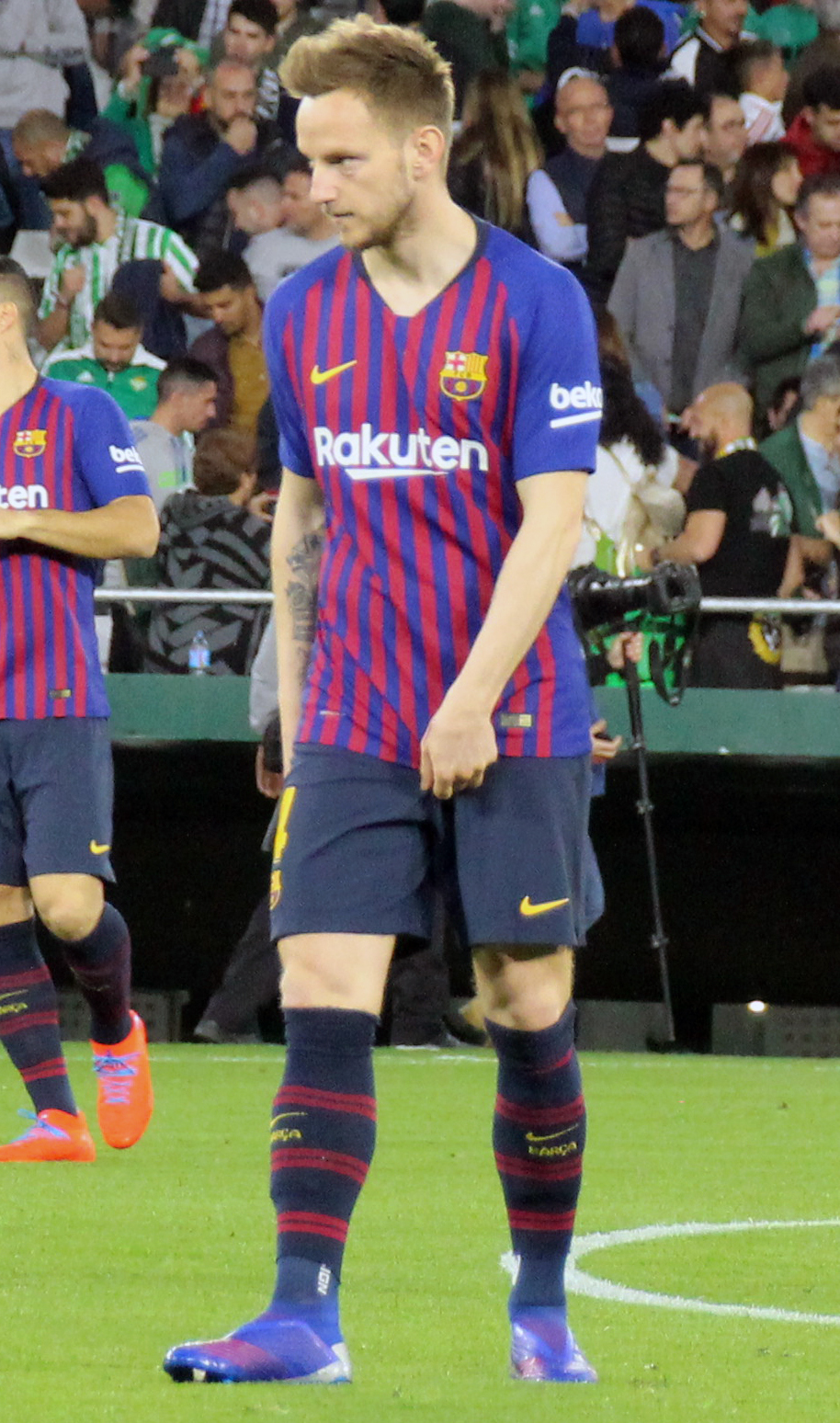
Rakitić con la maglia del Barcellona nel 2019

Il 16 giugno 2014 il Barcellona annuncia di aver concluso un accordo con il centrocampista croato per 20 milioni di euro, che ha firmato un contratto quinquennale. Il 24 agosto ha esordito in campionato nella partita vinta 3-0 sull'Elche. Con le sue prestazioni si rivela importante sin da subito per i catalani, rimpiazzando una loro bandiera come Xavi. Il 17 maggio 2015, grazie alla vittoria esterna contro l'Atlético Madrid, conquista con i colori blaugrana il suo primo campionato spagnolo. Il 30 maggio vince la sua prima Coppa del Re, grazie al 3-1 contro l'Athletic Bilbao. Il 6 giugno 2015 conquista la finale di Champions, segnando il gol di apertura nella vittoria 3-1 sulla Juventus.
Nella stagione 2015-2016 gioca un totale di 57 partite con 9 gol, vincendo la Liga e la Coppa del Re in finale contro il Siviglia. L'11 agosto inizia la stagione con un trionfo, la Supercoppa UEFA contro la sua ex squadra il Siviglia per 5-4. Il 17 dicembre fa il suo esordio nel Mondiale per club contro il Guangzhou Evergrande. Torneo che vincerà il 20 dicembre in finale contro il River Plate per 3-0.
Nella stagione 2016-2017 gioca un totale di 51 partite con 8 gol. Il 17 agosto vince il primo trofeo della stagione, la Supercoppa di Spagna contro il Siviglia con due vittorie nette per 2-0 al Sanchez Pizjuan e 3-0 al Camp Nou. Chiude la stagione vincendo la Coppa del Re in finale contro l'Alavés per 3-1.
Nella stagione 2017-2018 gioca un totale di 55 partite con 4 gol, vincendo Liga e Coppa del Re in finale contro il Siviglia con un netto 5-0. Nell'annata 2018-2019 vince Liga e Supercoppa di Spagna, collezionando 54 presenze e 5 reti complessive.
Nella stagione 2019-2020, l'ultima a Barcellona, arriva secondo in Liga e subisce una pesante eliminazione in Champions League ai quarti di finale. Termina l'annata con un gol in 41 presenze.

##### Ritorno al Siviglia ed Al-Shabab

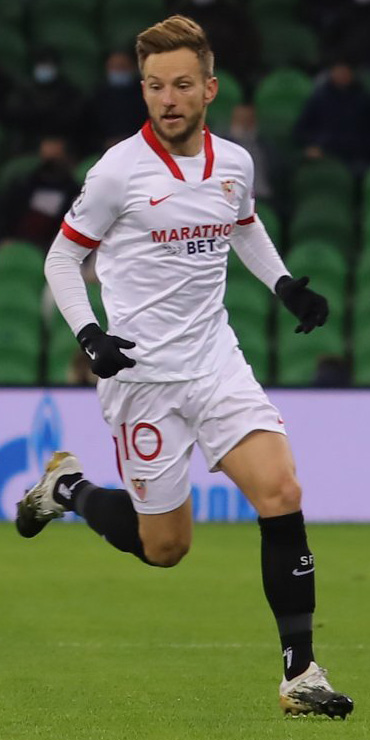
Rakitić con la maglia del Siviglia durante una gara di Champions League

Il 1º settembre 2020 fa ritorno, dopo sei anni, al Siviglia per 1,5 milioni di euro più 9 eventuali legati ai bonus. Il 30 gennaio 2024, dopo aver collezionato 121 presenze e 11 reti in campionato dal suo ritorno, risolve il contratto con la società andalusa, chiudendo la sua esperienza in biancorosso con 321 presenze e 51 reti complessivamente.
Poche ore dopo la sua risoluzione, viene annunciato il suo ingaggio da parte dell'Al-Shabab, club della Saudi Pro League, con cui firma un contratto fino al 30 giugno 2025. Con il club saudita raccoglie 8 presenze ed una rete, prima di risolvere il contratto nel luglio 2024.

##### Hajduk Spalato e ritiro
Il 20 luglio 2024, firma un contratto annuale con l'Hajduk Spalato, con opzione di rinnovo per un altro anno, vestendo così per la prima volta in carriera la maglia di un club croato. Debutta con i Bili il 1º agosto, subentrando a Marko Capan nella gara di ritorno del secondo turno preliminare di Conference League, pareggiata in casa del HB Tórshavn (0-0). Tre giorni dopo debutta in HNL, parte da titolare nella vittoria casalinga contro lo Slaven Belupo (2-1). Il 6 ottobre seguente mette a referto la sua prima rete con la casacca dell'Hajduk, va a segno nel match di campionato vinto 4-0 contro il Sebenico.
Il 7 luglio 2025, annuncia ufficialmente il proprio ritiro dal calcio giocato, all'età di 37 anni.

#### Nazionale

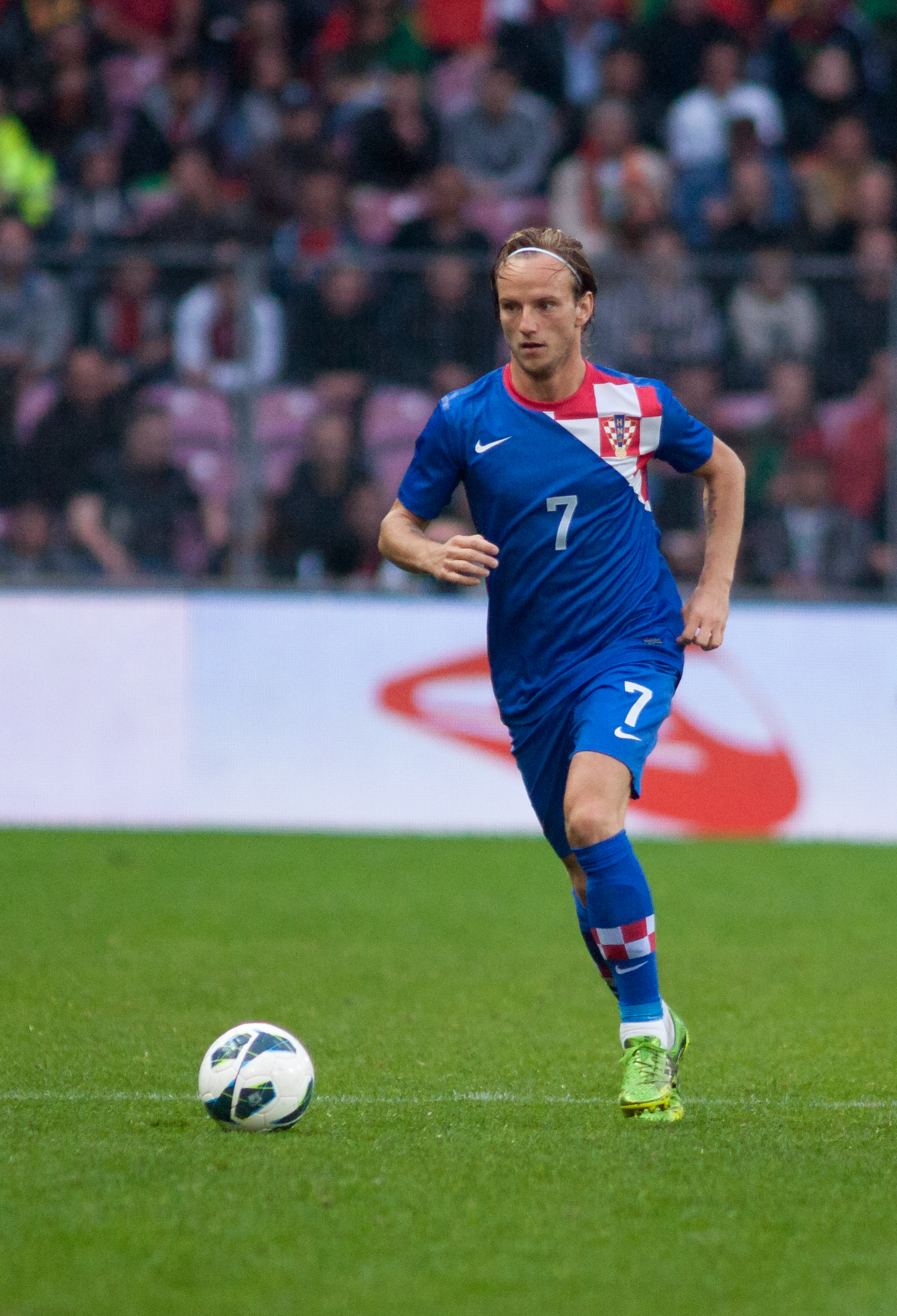
Rakitić in azione con la maglia della Croazia nel 2013

Gioca con la nazionale svizzera a tutti i livelli giovanili, dall'Under-17 all'Under-21; ciononostante, avendo il doppio passaporto, accetta la convocazione in Nazionale croata, allenata da Slaven Bilić. In questo periodo, all'epoca ancora con la casacca dello Schalke 04, decidendo di giocare con la Croazia scatena una serie di polemiche che sfociano in minacce alla famiglia e in una campagna contro di lui da parte di alcuni partiti xenofobi.
Ha esordito con la nazionale croata l'8 settembre 2007 in occasione della gara valida per le qualificazioni a Euro 2008 contro l'Estonia a Zagabria, entrando a gara in corso. Nell'incontro seguente, contro l'Andorra, realizza il suo primo gol nella vittoria 6-0. Termina l'anno 2007 con 5 presenze in nazionale, delle quali 4 valide per le qualificazioni europee.
Riceve la convocazione al campionato d'Europa 2008, competizione cui partecipa come uno fra i giocatori più giovani. Esordisce in questa competizione nella gara contro la Germania, sconfitta 2-1: serve l'assist decisivo a Ivica Olić permettendo al compagno di realizzare il 2-0. La Croazia esce ai quarti di finale contro la Turchia ai rigori, con Rakitić che sbaglia il suo tiro dal dischetto.

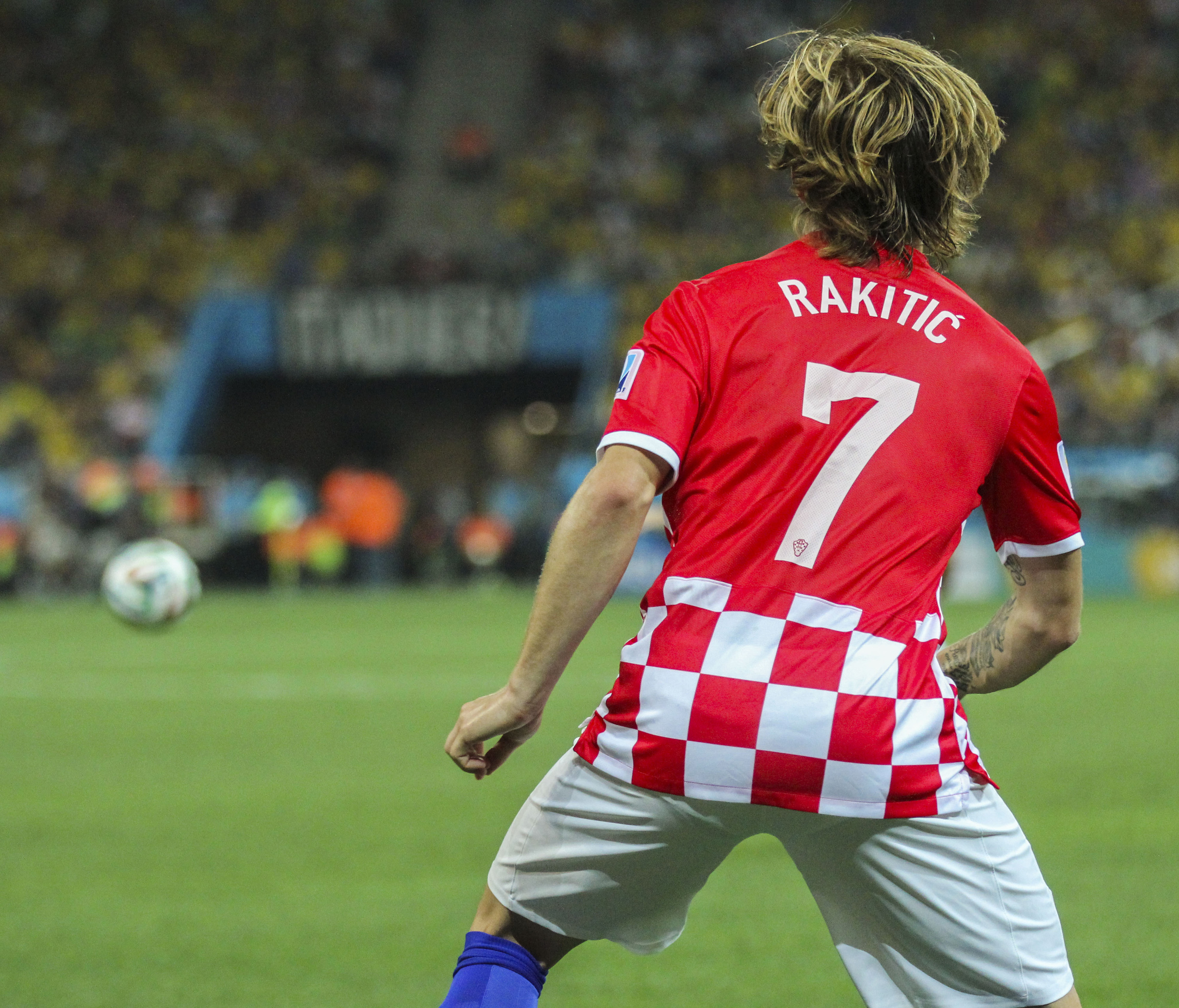
Rakitić di spalle con la nazionale croata durante il Mondiale 2014

Gioca i Mondiali brasiliani 2014, giocando in un 4-2-3-1 dove è uno dei due interni di centrocampo assieme a Luka Modrić. La selezione croata esce nella fase a gironi, e Rakitić scende in campo in tutte e tre le gare disputate.
Convocato anche per l’Europeo del 2016 in Francia, fa il suo esordio il 12 giugno contro la Turchia, partita vinta 1-0. Il 17 giugno contro la Repubblica Ceca segna il gol del momentaneo 0-2, partita poi terminata sul punteggio di 2-2. La Croazia viene eliminata dal torneo negli ottavi di finale dal Portogallo che vince con un gol di Quaresma al 117º minuto.

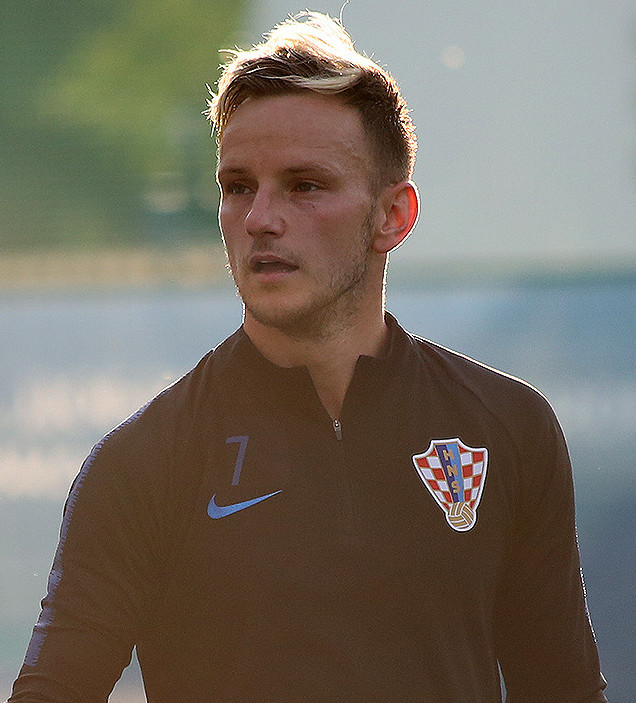
Rakitić con la maglia della Croazia al Mondiale 2018

Viene convocato dal ct Zlatko Dalić per il Mondiale di Russia 2018, dove fa il suo esordio al Mondiale il 16 giugno contro la Nigeria, partita vinta 2-0. Il 21 giugno contro l'Argentina segna il gol del definitivo 3-0. Il 1º luglio 2018 trasforma in gol il tiro di rigore della vittoria nella serie finale contro la Danimarca (1-1), che permette ai croati di vincere la partita per 3-2 e di qualificarsi ai quarti di finale. Anche in questo caso, il 7 luglio, segna il rigore decisivo della serie conclusiva, questa volta contro la Russia (2-2), nella partita vinta con il risultato di 4-3, divenendo così il primo calciatore a segnare 2 rigori nella fase a eliminazione diretta. Scende in campo anche nella vittoriosa semifinale contro l’Inghilterra e nella finale persa contro la Francia.
L'11 settembre 2018, in occasione della prima partita da lui giocata dopo i Mondiali, Rakitić raggiunge quota 100 presenze con la nazionale croata in occasione della sconfitta per 6-0 contro la Spagna.
Il 27 dicembre 2019 rivela in un'intervista al quotidiano croato Sportske novosti la sua intenzione di lasciare la nazionale croata dopo Euro 2020. A seguito della mancata disputa dell'Europeo a causa della pandemia da COVID-19, il 21 settembre 2020 tramite la federcalcio croata annuncia ufficialmente il suo ritiro dalla nazionale. Complessivamente vanta 106 presenze e 15 reti con la selezione croata.

### Dirigente
Pochi giorni dopo l'annuncio del suo ritiro, il 18 luglio 2025 viene annunciato il suo ingresso nell'organigramma societario dell'Hajduk Spalato, con il ruolo di direttore tecnico.

## Statistiche

### Presenze e reti nei club
Statistiche aggiornate al 25 maggio 2025.
| Stagione          | Squadra           | Campionato        | Campionato | Campionato | Coppe nazionali | Coppe nazionali | Coppe nazionali | Coppe continentali | Coppe continentali | Coppe continentali | Altre coppe | Altre coppe | Altre coppe | Totale | Totale |
| Stagione          | Squadra           | Comp              | Pres       | Reti       | Comp            | Pres            | Reti            | Comp               | Pres               | Reti               | Comp        | Pres        | Reti        | Pres   | Reti   |
| ----------------- | ----------------- | ----------------- | ---------- | ---------- | --------------- | --------------- | --------------- | ------------------ | ------------------ | ------------------ | ----------- | ----------- | ----------- | ------ | ------ |
| 2004-2005         | Nordstern Basel   | SLI               | -          | -          | CS              | 1               | 0               |                    | -                  | -                  | -           | -           | -           | 1      | 0      |
| 2005-2006         | Basilea II U-21   | PL                | 21         | 9          | CS              | -               | -               |                    | -                  | -                  | -           | -           | -           | 21     | 9      |
| 2005-2006         | Basilea           | SL                | 1          | 0          | CS              | 1               | 0               | CU                 | 1                  | 0                  | -           | -           | -           | 3      | 0      |
| 2006-2007         | Basilea           | SL                | 33         | 11         | CS              | 5               | 0               | CU                 | 9                  | 0                  | -           | -           | -           | 47     | 11     |
| Totale Basilea    | Totale Basilea    | Totale Basilea    | 34         | 11         |                 | 6               | 0               |                    | 10                 | 0                  |             | -           | -           | 50     | 11     |
| 2007-2008         | Schalke 04        | BL                | 29         | 3          | CG+CdL          | 3+3             | 1+0             | UCL                | 7                  | 0                  |             | -           | -           | 42     | 4      |
| 2008-2009         | Schalke 04        | BL                | 23         | 1          | CG              | 4               | 1               | UCL+CU             | 2+5                | 0+1                | -           | -           | -           | 34     | 3      |
| 2009-2010         | Schalke 04        | BL                | 29         | 7          | CG              | 4               | 0               | -                  | -                  | -                  | -           | -           | -           | 33     | 7      |
| 2010-gen. 2011    | Schalke 04        | BL                | 16         | 1          | CG              | 4               | 1               | UCL                | 5                  | 0                  | SG          | 1           | 0           | 26     | 2      |
| Totale Schalke 04 | Totale Schalke 04 | Totale Schalke 04 | 97         | 12         |                 | 15+3            | 3+0             |                    | 19                 | 1                  |             | 1           | 0           | 135    | 16     |
| gen.-giu. 2011    | Siviglia          | PD                | 13         | 5          | CR              | 1               | 0               | UCL+UEL            | 0+2                | 0                  | -           | -           | -           | 16     | 5      |
| 2011-2012         | Siviglia          | PD                | 36         | 0          | CR              | 3               | 1               | UEL                | 0                  | 0                  | -           | -           | -           | 39     | 1      |
| 2012-2013         | Siviglia          | PD                | 34         | 8          | CR              | 8               | 3               | -                  | -                  | -                  | -           | -           | -           | 42     | 11     |
| 2013-2014         | Siviglia          | PD                | 34         | 12         | CR              | 0               | 0               | UEL                | 18                 | 3                  | -           | -           | -           | 52     | 15     |
| 2014-2015         | Barcellona        | PD                | 32         | 5          | CR              | 7               | 1               | UCL                | 12                 | 2                  | -           | -           | -           | 51     | 8      |
| 2015-2016         | Barcellona        | PD                | 36         | 7          | CR              | 6               | 0               | UCL                | 10                 | 2                  | SU+SS+Cmc   | 1+2+2       | 0           | 57     | 9      |
| 2016-2017         | Barcellona        | PD                | 32         | 7          | CR              | 8               | 1               | UCL                | 9                  | 0                  | SS          | 2           | 0           | 51     | 8      |
| 2017-2018         | Barcellona        | PD                | 35         | 1          | CR              | 8               | 2               | UCL                | 10                 | 1                  | SS          | 2           | 0           | 55     | 4      |
| 2018-2019         | Barcellona        | PD                | 34         | 3          | CR              | 7               | 1               | UCL                | 12                 | 1                  | SS          | 1           | 0           | 54     | 5      |
| 2019-2020         | Barcellona        | PD                | 31         | 1          | CR              | 3               | 0               | UCL                | 7                  | 0                  | SS          | 1           | 0           | 42     | 1      |
| Totale Barcellona | Totale Barcellona | Totale Barcellona | 200        | 24         |                 | 39              | 5               |                    | 60                 | 6                  |             | 11          | 0           | 310    | 35     |
| 2020-2021         | Siviglia          | PD                | 37         | 4          | CR              | 4               | 2               | UCL                | 8                  | 2                  | SU          | 1           | 0           | 50     | 8      |
| 2021-2022         | Siviglia          | PD                | 35         | 4          | CR              | 3               | 0               | UCL+UEL            | 5+3                | 2+1                | -           | -           | -           | 46     | 7      |
| 2022-2023         | Siviglia          | PD                | 31         | 1          | CR              | 5               | 1               | UCL+UEL            | 6+9                | 0+0                | -           | -           | -           | 48     | 2      |
| 2023-gen. 2024    | Siviglia          | PD                | 18         | 2          | CR              | 2               | 0               | UCL                | 6                  | 0                  | SU          | 1           | 0           | 27     | 2      |
| Totale Siviglia   | Totale Siviglia   | Totale Siviglia   | 238        | 36         |                 | 26              | 7               |                    | 57                 | 8                  |             | 2           | 0           | 323    | 51     |
| gen.-giu. 2024    | Al-Shabab         | SPL               | 8          | 1          | KCC             | -               | -               | -                  | -                  | -                  | CdC         | -           | -           | 8      | 1      |
| 2024-2025         | Hajduk Spalato    | HNL               | 35         | 2          | CC              | 1               | 0               | UECL               | 3                  | 0                  | -           | -           | -           | 39     | 2      |
| Totale carriera   | Totale carriera   | Totale carriera   | 633        | 95         |                 | 91              | 15              |                    | 149                | 15                 |             | 14          | 0           | 887    | 125    |

### Cronologia presenze e reti in nazionale
| Cronologia completa delle presenze e delle reti in nazionale ― Croazia | Cronologia completa delle presenze e delle reti in nazionale ― Croazia | Cronologia completa delle presenze e delle reti in nazionale ― Croazia | Cronologia completa delle presenze e delle reti in nazionale ― Croazia | Cronologia completa delle presenze e delle reti in nazionale ― Croazia | Cronologia completa delle presenze e delle reti in nazionale ― Croazia | Cronologia completa delle presenze e delle reti in nazionale ― Croazia | Cronologia completa delle presenze e delle reti in nazionale ― Croazia |
| Data                                                                   | Città                                                                  | In casa                                                                | Risultato                                                              | Ospiti                                                                 | Competizione                                                           | Reti                                                                   | Note                                                                   |
| ---------------------------------------------------------------------- | ---------------------------------------------------------------------- | ---------------------------------------------------------------------- | ---------------------------------------------------------------------- | ---------------------------------------------------------------------- | ---------------------------------------------------------------------- | ---------------------------------------------------------------------- | ---------------------------------------------------------------------- |
| 8-9-2007                                                               | Zagabria                                                               | Croazia                                                                | 2 – 0                                                                  | Estonia                                                                | Qual. Euro 2008                                                        | -                                                                      | 60’                                                                    |
| 12-9-2007                                                              | Andorra la Vella                                                       | Andorra                                                                | 0 – 6                                                                  | Croazia                                                                | Qual. Euro 2008                                                        | 1                                                                      | 62’                                                                    |
| 13-10-2007                                                             | Zagabria                                                               | Croazia                                                                | 1 – 0                                                                  | Israele                                                                | Qual. Euro 2008                                                        | -                                                                      | 81’                                                                    |
| 16-10-2007                                                             | Fiume                                                                  | Croazia                                                                | 3 – 0                                                                  | Slovacchia                                                             | Amichevole                                                             | -                                                                      |                                                                        |
| 21-11-2007                                                             | Londra                                                                 | Inghilterra                                                            | 2 – 3                                                                  | Croazia                                                                | Qual. Euro 2008                                                        | -                                                                      | 84’                                                                    |
| 6-2-2008                                                               | Spalato                                                                | Croazia                                                                | 0 – 3                                                                  | Paesi Bassi                                                            | Amichevole                                                             | -                                                                      | 70’                                                                    |
| 24-5-2008                                                              | Fiume                                                                  | Croazia                                                                | 1 – 0                                                                  | Moldavia                                                               | Amichevole                                                             | -                                                                      |                                                                        |
| 31-5-2008                                                              | Budapest                                                               | Ungheria                                                               | 1 – 1                                                                  | Croazia                                                                | Amichevole                                                             | -                                                                      | 46’                                                                    |
| 12-6-2008                                                              | Klagenfurt am Wörthersee                                               | Croazia                                                                | 2 – 1                                                                  | Germania                                                               | Euro 2008 - 1º turno                                                   | -                                                                      |                                                                        |
| 16-6-2008                                                              | Klagenfurt am Wörthersee                                               | Croazia                                                                | 1 – 0                                                                  | Polonia                                                                | Euro 2008 - 1º turno                                                   | -                                                                      |                                                                        |
| 20-6-2008                                                              | Vienna                                                                 | Croazia                                                                | 1 – 1 dts (1 – 3 dtr)                                                  | Turchia                                                                | Euro 2008 - Quarti di finale                                           | -                                                                      |                                                                        |
| 20-8-2008                                                              | Maribor                                                                | Slovenia                                                               | 2 – 3                                                                  | Croazia                                                                | Amichevole                                                             | 2                                                                      | 64’                                                                    |
| 6-9-2008                                                               | Zagabria                                                               | Croazia                                                                | 3 – 0                                                                  | Kazakistan                                                             | Qual. Mondiali 2010                                                    | -                                                                      |                                                                        |
| 10-9-2008                                                              | Zagabria                                                               | Croazia                                                                | 1 – 4                                                                  | Inghilterra                                                            | Qual. Mondiali 2010                                                    | -                                                                      |                                                                        |
| 11-10-2008                                                             | Charkiv                                                                | Ucraina                                                                | 0 – 0                                                                  | Croazia                                                                | Qual. Mondiali 2010                                                    | -                                                                      | 84’                                                                    |
| 15-10-2008                                                             | Zagabria                                                               | Croazia                                                                | 4 – 0                                                                  | Andorra                                                                | Qual. Mondiali 2010                                                    | 2                                                                      |                                                                        |
| 11-2-2009                                                              | Bucarest                                                               | Romania                                                                | 1 – 2                                                                  | Croazia                                                                | Amichevole                                                             | 1                                                                      |                                                                        |
| 1-4-2009                                                               | Andorra la Vella                                                       | Andorra                                                                | 0 – 2                                                                  | Croazia                                                                | Qual. Mondiali 2010                                                    | -                                                                      |                                                                        |
| 6-6-2009                                                               | Zagabria                                                               | Croazia                                                                | 2 – 2                                                                  | Ucraina                                                                | Qual. Mondiali 2010                                                    | -                                                                      | 46’                                                                    |
| 12-8-2009                                                              | Minsk                                                                  | Bielorussia                                                            | 1 – 3                                                                  | Croazia                                                                | Qual. Mondiali 2010                                                    | -                                                                      | 46’                                                                    |
| 5-9-2009                                                               | Zagabria                                                               | Croazia                                                                | 1 – 0                                                                  | Bielorussia                                                            | Qual. Mondiali 2010                                                    | 1                                                                      | 65’                                                                    |
| 9-9-2009                                                               | Londra                                                                 | Inghilterra                                                            | 5 – 1                                                                  | Croazia                                                                | Qual. Mondiali 2010                                                    | -                                                                      | 46’                                                                    |
| 8-10-2009                                                              | Fiume                                                                  | Croazia                                                                | 3 – 2                                                                  | Qatar                                                                  | Amichevole                                                             | -                                                                      | 46’                                                                    |
| 14-10-2009                                                             | Astana                                                                 | Kazakistan                                                             | 1 – 2                                                                  | Croazia                                                                | Qual. Mondiali 2010                                                    | -                                                                      |                                                                        |
| 3-3-2010                                                               | Bruxelles                                                              | Belgio                                                                 | 0 – 1                                                                  | Croazia                                                                | Amichevole                                                             | -                                                                      | 57’                                                                    |
| 23-5-2010                                                              | Osijek                                                                 | Croazia                                                                | 2 – 0                                                                  | Galles                                                                 | Amichevole                                                             | 1                                                                      | 76’                                                                    |
| 26-5-2010                                                              | Tallinn                                                                | Estonia                                                                | 0 – 0                                                                  | Croazia                                                                | Amichevole                                                             | -                                                                      | cap.                                                                   |
| 11-8-2010                                                              | Bratislava                                                             | Slovacchia                                                             | 1 – 1                                                                  | Croazia                                                                | Amichevole                                                             | -                                                                      | 71’                                                                    |
| 3-9-2010                                                               | Riga                                                                   | Lituania                                                               | 0 – 3                                                                  | Croazia                                                                | Qual. Euro 2012                                                        | -                                                                      |                                                                        |
| 7-9-2010                                                               | Zagabria                                                               | Croazia                                                                | 0 – 0                                                                  | Grecia                                                                 | Qual. Euro 2012                                                        | -                                                                      | 57’ 62’                                                                |
| 9-10-2010                                                              | Tel Aviv                                                               | Israele                                                                | 1 – 2                                                                  | Croazia                                                                | Qual. Euro 2012                                                        | -                                                                      | 77’                                                                    |
| 17-11-2010                                                             | Zagabria                                                               | Croazia                                                                | 3 – 0                                                                  | Malta                                                                  | Qual. Euro 2012                                                        | -                                                                      | 69’                                                                    |
| 9-2-2011                                                               | Pola                                                                   | Croazia                                                                | 4 – 2                                                                  | Rep. Ceca                                                              | Amichevole                                                             | -                                                                      | 46’                                                                    |
| 26-3-2011                                                              | Tbilisi                                                                | Georgia                                                                | 1 – 0                                                                  | Croazia                                                                | Qual. Euro 2012                                                        | -                                                                      | 61’                                                                    |
| 29-3-2011                                                              | Saint-Denis                                                            | Francia                                                                | 0 – 0                                                                  | Croazia                                                                | Amichevole                                                             | -                                                                      | 46’                                                                    |
| 11-10-2011                                                             | Fiume                                                                  | Croazia                                                                | 2 – 0                                                                  | Lettonia                                                               | Qual. Euro 2012                                                        | -                                                                      |                                                                        |
| 11-11-2011                                                             | Istanbul                                                               | Turchia                                                                | 0 – 3                                                                  | Croazia                                                                | Qual. Euro 2012                                                        | -                                                                      | 83’                                                                    |
| 15-11-2011                                                             | Zagabria                                                               | Croazia                                                                | 0 – 0                                                                  | Turchia                                                                | Qual. Euro 2012                                                        | -                                                                      |                                                                        |
| 29-2-2012                                                              | Zagabria                                                               | Croazia                                                                | 1 – 3                                                                  | Svezia                                                                 | Amichevole                                                             | -                                                                      |                                                                        |
| 25-5-2012                                                              | Pola                                                                   | Croazia                                                                | 3 – 1                                                                  | Estonia                                                                | Amichevole                                                             | -                                                                      | 60’                                                                    |
| 2-6-2012                                                               | Oslo                                                                   | Norvegia                                                               | 1 – 1                                                                  | Croazia                                                                | Amichevole                                                             | -                                                                      |                                                                        |
| 10-6-2012                                                              | Poznań                                                                 | Irlanda                                                                | 1 – 3                                                                  | Croazia                                                                | Euro 2012 - 1º turno                                                   | -                                                                      | 90+2’                                                                  |
| 14-6-2012                                                              | Poznań                                                                 | Italia                                                                 | 1 – 1                                                                  | Croazia                                                                | Euro 2012 - 1º turno                                                   | -                                                                      |                                                                        |
| 18-6-2012                                                              | Danzica                                                                | Croazia                                                                | 0 – 1                                                                  | Spagna                                                                 | Euro 2012 - 1º turno                                                   | -                                                                      | 90+3’                                                                  |
| 15-8-2012                                                              | Spalato                                                                | Croazia                                                                | 2 – 4                                                                  | Svizzera                                                               | Amichevole                                                             | -                                                                      |                                                                        |
| 7-9-2012                                                               | Zagabria                                                               | Croazia                                                                | 1 – 0                                                                  | Macedonia                                                              | Qual. Mondiali 2014                                                    | -                                                                      | 46’                                                                    |
| 12-10-2012                                                             | Skopje                                                                 | Macedonia                                                              | 1 – 2                                                                  | Croazia                                                                | Qual. Mondiali 2014                                                    | 1                                                                      |                                                                        |
| 16-10-2012                                                             | Osijek                                                                 | Croazia                                                                | 2 – 0                                                                  | Galles                                                                 | Qual. Mondiali 2014                                                    | -                                                                      |                                                                        |
| 6-2-2013                                                               | Londra                                                                 | Croazia                                                                | 4 – 0                                                                  | Corea del Sud                                                          | Amichevole                                                             | -                                                                      |                                                                        |
| 22-3-2013                                                              | Zagabria                                                               | Croazia                                                                | 2 – 0                                                                  | Serbia                                                                 | Qual. Mondiali 2014                                                    | -                                                                      |                                                                        |
| 26-3-2013                                                              | Swansea                                                                | Galles                                                                 | 1 – 2                                                                  | Croazia                                                                | Qual. Mondiali 2014                                                    | -                                                                      |                                                                        |
| 7-6-2013                                                               | Zagabria                                                               | Croazia                                                                | 0 – 1                                                                  | Scozia                                                                 | Qual. Mondiali 2014                                                    | -                                                                      | 77’                                                                    |
| 10-6-2013                                                              | Ginevra                                                                | Croazia                                                                | 0 – 1                                                                  | Portogallo                                                             | Amichevole                                                             | -                                                                      | 59’                                                                    |
| 14-8-2013                                                              | Vaduz                                                                  | Liechtenstein                                                          | 2 – 3                                                                  | Croazia                                                                | Amichevole                                                             | -                                                                      |                                                                        |
| 6-9-2013                                                               | Belgrado                                                               | Serbia                                                                 | 1 – 1                                                                  | Croazia                                                                | Qual. Mondiali 2014                                                    | -                                                                      | 77’                                                                    |
| 10-9-2013                                                              | Jeonju                                                                 | Corea del Sud                                                          | 1 – 2                                                                  | Croazia                                                                | Amichevole                                                             | -                                                                      |                                                                        |
| 11-10-2013                                                             | Zagabria                                                               | Croazia                                                                | 1 – 2                                                                  | Belgio                                                                 | Qual. Mondiali 2014                                                    | -                                                                      | 76’                                                                    |
| 15-11-2013                                                             | Reykjavík                                                              | Islanda                                                                | 0 – 0                                                                  | Croazia                                                                | Qual. Mondiali 2014                                                    | -                                                                      |                                                                        |
| 19-11-2013                                                             | Zagabria                                                               | Croazia                                                                | 2 – 0                                                                  | Islanda                                                                | Qual. Mondiali 2014                                                    | -                                                                      |                                                                        |
| 5-3-2014                                                               | San Gallo                                                              | Svizzera                                                               | 2 – 2                                                                  | Croazia                                                                | Amichevole                                                             | -                                                                      | 86’                                                                    |
| 31-5-2014                                                              | Osijek                                                                 | Croazia                                                                | 2 – 1                                                                  | Mali                                                                   | Amichevole                                                             | -                                                                      | 73’                                                                    |
| 6-6-2014                                                               | Salvador                                                               | Croazia                                                                | 1 – 0                                                                  | Australia                                                              | Amichevole                                                             | -                                                                      | 59’                                                                    |
| 12-6-2014                                                              | San Paolo                                                              | Brasile                                                                | 3 – 1                                                                  | Croazia                                                                | Mondiali 2014 - 1º turno                                               | -                                                                      |                                                                        |
| 18-6-2014                                                              | Manaus                                                                 | Camerun                                                                | 0 – 4                                                                  | Croazia                                                                | Mondiali 2014 - 1º turno                                               | -                                                                      |                                                                        |
| 23-6-2014                                                              | Recife                                                                 | Croazia                                                                | 1 – 3                                                                  | Messico                                                                | Mondiali 2014 - 1º turno                                               | -                                                                      | 9’                                                                     |
| 9-9-2014                                                               | Zagabria                                                               | Croazia                                                                | 2 – 0                                                                  | Malta                                                                  | Qual. Euro 2016                                                        | -                                                                      |                                                                        |
| 10-10-2014                                                             | Sofia                                                                  | Bulgaria                                                               | 0 – 1                                                                  | Croazia                                                                | Qual. Euro 2016                                                        | -                                                                      | 80’                                                                    |
| 13-10-2014                                                             | Osijek                                                                 | Croazia                                                                | 6 – 0                                                                  | Azerbaigian                                                            | Qual. Euro 2016                                                        | -                                                                      |                                                                        |
| 16-11-2014                                                             | Milano                                                                 | Italia                                                                 | 1 – 1                                                                  | Croazia                                                                | Qual. Euro 2016                                                        | -                                                                      |                                                                        |
| 28-3-2015                                                              | Zagabria                                                               | Croazia                                                                | 5 – 1                                                                  | Norvegia                                                               | Qual. Euro 2016                                                        | -                                                                      | 69’                                                                    |
| 12-6-2015                                                              | Spalato                                                                | Croazia                                                                | 1 – 1                                                                  | Italia                                                                 | Qual. Euro 2016                                                        | -                                                                      |                                                                        |
| 3-9-2015                                                               | Baku                                                                   | Azerbaigian                                                            | 0 – 0                                                                  | Croazia                                                                | Qual. Euro 2016                                                        | -                                                                      | 77’                                                                    |
| 6-9-2015                                                               | Oslo                                                                   | Norvegia                                                               | 2 – 0                                                                  | Croazia                                                                | Qual. Euro 2016                                                        | -                                                                      | 72’                                                                    |
| 10-10-2015                                                             | Zagabria                                                               | Croazia                                                                | 3 – 0                                                                  | Bulgaria                                                               | Qual. Euro 2016                                                        | 1                                                                      |                                                                        |
| 13-10-2015                                                             | Ta' Qali                                                               | Malta                                                                  | 0 – 1                                                                  | Croazia                                                                | Qual. Euro 2016                                                        | -                                                                      | 77’                                                                    |
| 4-6-2016                                                               | Fiume                                                                  | Croazia                                                                | 10 – 0                                                                 | San Marino                                                             | Amichevole                                                             | 1                                                                      | 55’                                                                    |
| 12-6-2016                                                              | Parigi                                                                 | Turchia                                                                | 0 – 1                                                                  | Croazia                                                                | Euro 2016 - 1º turno                                                   | -                                                                      | 89’                                                                    |
| 17-6-2016                                                              | Saint-Étienne                                                          | Rep. Ceca                                                              | 2 – 2                                                                  | Croazia                                                                | Euro 2016 - 1º turno                                                   | 1                                                                      | 90+7’                                                                  |
| 21-6-2016                                                              | Bordeaux                                                               | Croazia                                                                | 2 – 1                                                                  | Spagna                                                                 | Euro 2016 - 1º turno                                                   | -                                                                      |                                                                        |
| 25-6-2016                                                              | Lens                                                                   | Croazia                                                                | 0 – 1 dts                                                              | Portogallo                                                             | Euro 2016 - Ottavi di finale                                           | -                                                                      | 110’                                                                   |
| 5-9-2016                                                               | Zagabria                                                               | Croazia                                                                | 1 – 1                                                                  | Turchia                                                                | Qual. Mondiali 2018                                                    | 1                                                                      | 64’                                                                    |
| 12-11-2016                                                             | Zagabria                                                               | Croazia                                                                | 2 – 0                                                                  | Islanda                                                                | Qual. Mondiali 2018                                                    | -                                                                      | 85’                                                                    |
| 24-3-2017                                                              | Zagabria                                                               | Croazia                                                                | 1 – 0                                                                  | Ucraina                                                                | Qual. Mondiali 2018                                                    | -                                                                      | 79’                                                                    |
| 2-9-2017                                                               | Zagabria                                                               | Croazia                                                                | 1 – 0                                                                  | Kosovo                                                                 | Qual. Mondiali 2018                                                    | -                                                                      | 55’                                                                    |
| 6-10-2017                                                              | Fiume                                                                  | Croazia                                                                | 1 – 1                                                                  | Finlandia                                                              | Qual. Mondiali 2018                                                    | -                                                                      |                                                                        |
| 9-10-2017                                                              | Kiev                                                                   | Ucraina                                                                | 0 – 2                                                                  | Croazia                                                                | Qual. Mondiali 2018                                                    | -                                                                      |                                                                        |
| 9-11-2017                                                              | Zagabria                                                               | Croazia                                                                | 4 – 1                                                                  | Grecia                                                                 | Qual. Mondiali 2018                                                    | -                                                                      |                                                                        |
| 12-11-2017                                                             | Atene                                                                  | Grecia                                                                 | 0 – 0                                                                  | Croazia                                                                | Qual. Mondiali 2018                                                    | -                                                                      |                                                                        |
| 24-3-2018                                                              | Miami                                                                  | Perù                                                                   | 2 – 0                                                                  | Croazia                                                                | Amichevole                                                             | -                                                                      |                                                                        |
| 28-3-2018                                                              | Arlington                                                              | Messico                                                                | 0 – 1                                                                  | Croazia                                                                | Amichevole                                                             | 1                                                                      | cap. 76’                                                               |
| 3-6-2018                                                               | Liverpool                                                              | Brasile                                                                | 2 – 0                                                                  | Croazia                                                                | Amichevole                                                             | -                                                                      | 83’                                                                    |
| 8-6-2018                                                               | Osijek                                                                 | Croazia                                                                | 2 – 1                                                                  | Senegal                                                                | Amichevole                                                             | -                                                                      | 65’                                                                    |
| 16-6-2018                                                              | Kaliningrad                                                            | Croazia                                                                | 2 – 0                                                                  | Nigeria                                                                | Mondiali 2018 - 1º turno                                               | -                                                                      | 31’                                                                    |
| 21-6-2018                                                              | Nižnij Novgorod                                                        | Argentina                                                              | 0 – 3                                                                  | Croazia                                                                | Mondiali 2018 - 1º turno                                               | 1                                                                      |                                                                        |
| 26-6-2018                                                              | Rostov                                                                 | Islanda                                                                | 1 – 2                                                                  | Croazia                                                                | Mondiali 2018 - 1º turno                                               | -                                                                      | 82’                                                                    |
| 1-7-2018                                                               | Nižnij Novgorod                                                        | Croazia                                                                | 1 – 1 dts (3 – 2 dtr)                                                  | Danimarca                                                              | Mondiali 2018 - Ottavi di finale                                       | -                                                                      |                                                                        |
| 7-7-2018                                                               | Soči                                                                   | Russia                                                                 | 2 – 2 dts (3 – 4 dtr)                                                  | Croazia                                                                | Mondiali 2018 - Quarti di finale                                       | -                                                                      |                                                                        |
| 11-7-2018                                                              | Mosca                                                                  | Croazia                                                                | 2 – 1 dts                                                              | Inghilterra                                                            | Mondiali 2018 - Semifinale                                             | -                                                                      |                                                                        |
| 15-7-2018                                                              | Mosca                                                                  | Francia                                                                | 4 – 2                                                                  | Croazia                                                                | Mondiali 2018 - Finale                                                 | -                                                                      |                                                                        |
| 11-9-2018                                                              | Elche                                                                  | Spagna                                                                 | 6 – 0                                                                  | Croazia                                                                | UEFA Nations League 2018-2019 - 1º turno                               | -                                                                      | [ 62 ]                                                                 |
| 12-10-2018                                                             | Fiume                                                                  | Croazia                                                                | 0 – 0                                                                  | Inghilterra                                                            | UEFA Nations League 2018-2019 - 1º turno                               | -                                                                      |                                                                        |
| 15-11-2018                                                             | Zagabria                                                               | Croazia                                                                | 3 – 2                                                                  | Spagna                                                                 | UEFA Nations League 2018-2019 - 1º turno                               | -                                                                      | 68’                                                                    |
| 21-3-2019                                                              | Zagabria                                                               | Croazia                                                                | 2 – 1                                                                  | Azerbaigian                                                            | Qual. Euro 2020                                                        | -                                                                      |                                                                        |
| 24-3-2019                                                              | Budapest                                                               | Ungheria                                                               | 2 – 1                                                                  | Croazia                                                                | Qual. Euro 2020                                                        | -                                                                      |                                                                        |
| 10-10-2019                                                             | Spalato                                                                | Croazia                                                                | 3 – 0                                                                  | Ungheria                                                               | Qual. Euro 2020                                                        | -                                                                      | 74’                                                                    |
| 13-10-2019                                                             | Cardiff                                                                | Galles                                                                 | 1 – 1                                                                  | Croazia                                                                | Qual. Euro 2020                                                        | -                                                                      | 46’ 85’                                                                |
| Totale                                                                 |                                                                        | Presenze (6º posto)                                                    | 106                                                                    |                                                                        | Reti (10º posto)                                                       | 15                                                                     |                                                                        |

| Cronologia completa delle presenze e delle reti in nazionale ― Croazia under 21 | Cronologia completa delle presenze e delle reti in nazionale ― Croazia under 21 | Cronologia completa delle presenze e delle reti in nazionale ― Croazia under 21 | Cronologia completa delle presenze e delle reti in nazionale ― Croazia under 21 | Cronologia completa delle presenze e delle reti in nazionale ― Croazia under 21 | Cronologia completa delle presenze e delle reti in nazionale ― Croazia under 21 | Cronologia completa delle presenze e delle reti in nazionale ― Croazia under 21 | Cronologia completa delle presenze e delle reti in nazionale ― Croazia under 21 |
| Data                                                                            | Città                                                                           | In casa                                                                         | Risultato                                                                       | Ospiti                                                                          | Competizione                                                                    | Reti                                                                            | Note                                                                            |
| ------------------------------------------------------------------------------- | ------------------------------------------------------------------------------- | ------------------------------------------------------------------------------- | ------------------------------------------------------------------------------- | ------------------------------------------------------------------------------- | ------------------------------------------------------------------------------- | ------------------------------------------------------------------------------- | ------------------------------------------------------------------------------- |
| 14-11-2009                                                                      | Pafo                                                                            | Cipro under 21                                                                  | 1 – 2                                                                           | Croazia under 21                                                                | Qual. Europeo Under-21 2011                                                     | 1                                                                               |                                                                                 |
| 18-11-2009                                                                      | Zlaté Moravce                                                                   | Slovacchia under 21                                                             | 1 – 2                                                                           | Croazia under 21                                                                | Qual. Europeo Under-21 2011                                                     | -                                                                               |                                                                                 |
| 19-5-2010                                                                       | Varaždin                                                                        | Croazia under 21                                                                | 1 – 1                                                                           | Slovacchia under 21                                                             | Qual. Europeo Under-21 2011                                                     | 1                                                                               |                                                                                 |
| 12-10-2010                                                                      | Varaždin                                                                        | Croazia under 21                                                                | 0 – 3                                                                           | Spagna under 21                                                                 | Qual. Europeo Under-21 2011                                                     | -                                                                               | 14’                                                                             |
| Totale                                                                          |                                                                                 | Presenze                                                                        | 4                                                                               |                                                                                 | Reti                                                                            | 2                                                                               |                                                                                 |

## Palmarès

### Club

#### Competizioni nazionali
- Coppa Svizzera: 1

Basilea: 2006-2007
- Campionato spagnolo: 4

Barcellona: 2014-2015, 2015-2016, 2017-2018, 2018-2019
- Coppa di Spagna: 4

Barcellona: 2014-2015, 2015-2016, 2016-2017, 2017-2018
- Supercoppa di Spagna: 2

Barcellona: 2016, 2018

#### Competizioni internazionali
- UEFA Europa League: 2

Siviglia: 2013-2014, 2022-2023
- UEFA Champions League: 1

Barcellona: 2014-2015
- Supercoppa UEFA: 1

Barcellona: 2015
- Coppa del mondo per club: 1

Barcellona: 2015

### Individuale
- Squadra della stagione della UEFA Europa League: 2

2013-2014, 2022-2023
- Squadra della stagione della UEFA Champions League: 1

2014-2015
- Squadra ideale della Liga: 1

2014-2015
- Calciatore croato dell'anno: 1

2015